# Czesław Martysz
Czesław Michał Martysz (ur. 27 marca 1951 w Nieżynie) – polski prawnik, profesor nauk prawnych, specjalista prawa administracyjnego, nauczyciel akademicki Uniwersytetu Śląskiego i jego prorektor w latach 2008-2012, w latach 2012-2022 dziekan Wydziału Prawa i Administracji Uniwersytetu Śląskiego w Katowicach. W latach 1990–2019 prezes Samorządowego Kolegium Odwoławczego w Katowicach. W latach 2001–2017 oraz ponownie od 2024 r. członek Kolegium Najwyższej Izby Kontroli w Warszawie.

## Życiorys
W 1974 roku ukończył studia prawnicze na Wydziale Prawa i Administracji Uniwersytetu im. Adama Mickiewicza w Poznaniu.
W 1982 roku uzyskał na Wydziale Prawa i Administracji Uniwersytetu Śląskiego stopień naukowy doktora nauk prawnych na podstawie napisanej pod kierunkiem Karola Podgórskiego rozprawy pt. Administracja ochrony środowiska w PRL. W 2001 roku na tym samym Wydziale na podstawie dorobku naukowego oraz rozprawy pt. Właściwość organów samorządu terytorialnego w postępowaniu administracyjnym uzyskał stopień doktora habilitowanego nauk prawnych w zakresie prawa, specjalność: prawo administracyjne. W 2014 roku Prezydent RP nadał mu tytuł profesora nauk prawnych.
Jest autorem ponad 140 publikacji naukowych z zakresu prawa administracyjnego, postępowania administracyjnego ogólnego i egzekucyjnego, prawa samorządu terytorialnego oraz prawa ochrony środowiska. Specjalizuje się w zagadnieniach związanych m.in. z podziałem zadań i kompetencji między organami samorządu terytorialnego a organami administracji rządowej, miejscem administracji publicznej w systemie społeczno-politycznym, procedurami decyzyjnymi w administracji publicznej, a także wpływem informatyzacji na działania administracji publicznej.
Pracował także na stanowisku profesora na Wydziale Administracji Wyższej Szkoły Administracji w Bielsku-Białej, a także na stanowisku profesora nadzwyczajnego w Wyższej Szkole Zarządzania i Nauk Społecznych im. ks. Emila Szramka w Tychach.
Jest członkiem Komisji Prawniczej Polskiej Akademii Umiejętności w Katowicach.
W latach 1990–2019 roku pełnił funkcję prezesa Samorządowego Kolegium Odwoławczego w Katowicach. 
W latach 1990–1995 był radnym miasta Tychy a także delegatem do Sejmiku Samorządowego Województwa Katowickiego.
W latach 1994–2015 był członkiem Rady Programowej Fundacji Rozwoju Demokracji Lokalnej.
W latach 1998–1999 był członkiem Rady ds. Reform Ustrojowych Państwa przy prezesie Rady Ministrów w okresie rządu Jerzego Buzka oraz doradcą Generalnego Inspektora Ochrony Danych Osobowych.
W latach 2001–2017 był członkiem kolegium Najwyższej Izby Kontroli, a w marcu 2024 r. został ponownie powołany w jego skład.
W latach 2008–2012 pełnił funkcję prorektora Uniwersytetu Śląskiego ds. kształcenia. W latach 2012–2022 pełnił funkcję dziekana Wydziału Prawa i Administracji tejże uczelni.
Od 1977 r. mieszka w Tychach.

## Odznaczenia i wyróżnienia
- 13 grudnia 2000 roku odznaczony Złotym Krzyżem Zasługi za zasługi w działalności na rzecz przestrzegania prawa oraz poszanowania uprawnień obywateli[11][12].
- 4 września 2009 roku odznaczony Krzyżem Oficerskim Orderu Odrodzenia Polski za wybitne zasługi w działalności społecznej na rzecz rozwoju demokracji i samorządności lokalnej, za osiągnięcia w podejmowanej z pożytkiem dla kraju pracy zawodowej i społecznej[13][14].
- 24 maja 2016 roku odznaczony złotą odznaką „Za zasługi dla Uniwersytetu Śląskiego”, nadawaną przez Senat Uniwersytetu Śląskiego w Katowicach[15].
- 5 stycznia 2017 roku odznaczony Platynowym Laurem Umiejętności i Kompetencji „Pro Publico Bono”, nadawanym przez Regionalną Izbę Gospodarczą w Katowicach[16].

## Publikacje
- Pozycja samorządowych kolegiów odwoławczych w postępowaniu administracyjnym, Kraków: Kantor Wydawniczy Zakamycze, 2005.
- Właściwość organów samorządu terytorialnego w postępowaniu administracyjnym, Katowice: Wydawnictwo UŚ, 2000[17].
- Ustawa o ochronie konkurencji i konsumentów, Warszawa: Wydawnictwo C.H. Beck, 2014.
- Jawność i jej ograniczenia, Warszawa: Wydawnictwo C.H. Beck, 2015.